# 溫巴河

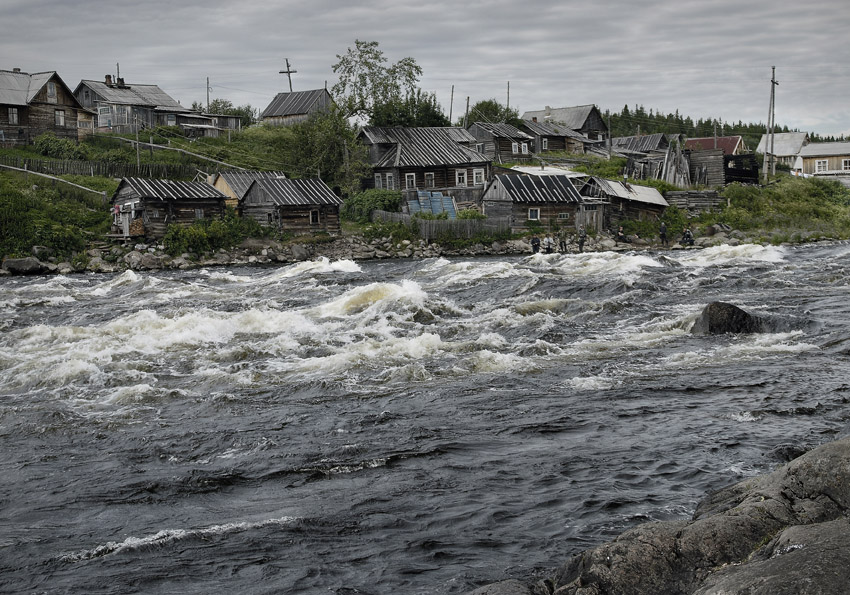
溫巴河

溫巴河是俄羅斯的河流，位於摩爾曼斯克州內科拉半島，發源自坎達拉克沙東南100公里的溫博澤羅湖，流經包括卡諾澤羅湖數個湖泊，最終注入坎達拉克沙灣，河道全長123公里，流域面積6,470平方公里，支流有維亞拉河、穆納河和卡納河。

## 外部連結
- Jussi Soppela – The Distinctive Features of Fishing Tourism on the Kola Peninsula
- Data on Umba River runoff, Northern Water Problems Institute, KRC RAS.

66°40′N 34°18′E / 66.667°N 34.300°E